# Tom Araya
Pour les articles homonymes, voir Araya.
Tom Araya, né Tomás Enrique Araya Díaz le 6 juin 1961 à Viña del Mar, au Chili, est un musicien américain d'origine chilienne surtout connu comme le bassiste et chanteur du groupe de thrash metal Slayer.
Araya est classé 58e par Hit Parader sur leur liste des 100 plus grands chanteurs de metal de tous les temps. Il est également le premier bassiste à avoir eu une basse signature chez ESP.
Le 3 juin 2011, il reçoit les clés de la ville de sa naissance, Viña del Mar, au Chili.

## Biographie

### Enfance
Araya est né à Viña del Mar, au Chili, seulement cinq ans après sa naissance sa famille déménage aux États-Unis. Il a grandi à Maywood, en Californie, dans ce qu'il a décrit comme "un mauvais quartier qui était assez orienté gang ».
Son frère aîné, Cisco, apprenait seul à jouer de la guitare, ce qui a incité Araya, vers 8 ou 9 ans, à apprendre la basse pour l’accompagner. Ils passaient beaucoup de temps à écouter les morceaux qui passaient à la radio dans les années 1960, dont ceux des Beatles et des Rolling Stones qu’ils apprenaient ensuite à jouer.

### Début avec Slayer
Au début des années 1980, la sœur aînée d’Araya lui suggère de s’inscrire dans un programme pour devenir inhalothérapeute, qui, selon un ami à elle dans le milieu, est une orientation assez simple. Dans le même temps, son père insistait pour qu'il choisisse entre trouver un travail ou s’inscrire à cette formation. Araya choisit donc de s’inscrire à ce cours technique qui dura deux ans. Il y apprit, entre autres, à faire des prélèvements sanguins et à intuber des patients.
En 1981, Araya fut approché par Kerry King qui lui demanda de rejoindre son groupe, Slayer. Araya accepta et utilisa son salaire d’inhalothérapeute pour financer, avec l’aide du père de Kerry, le premier album du groupe, Show No Mercy, sorti en 1983. En 1984, pour la première tournée européenne de Slayer, Araya demanda au centre médical Brotman qui l'employait s’il pouvait avoir plus de temps en dehors du travail afin de mener sa tournée à bien, ce qui lui fut refusé. Son employeur lui dit que s’il partait un mois ou plus, il serait viré. Il raconte à ce propos : « Ils m’appelaient à 5h du matin et me réveillaient. « Quelqu'un ne vient pas, nous avons besoin que vous veniez au travail » ». Mais, lorsque son employeur le menaça de le virer, il décida de partir et répondit : « Eh bien, je suppose que je suis viré ».

### Problèmes médicaux
En 2006, Araya subit une opération de la vésicule biliaire, ce qui perturba la tournée The Unholy Alliance Tour. Prévue pour être lancée le 6 juin, la tournée dut être reportée au 13 juin. Araya fut également incapable de terminer le chant sur la chanson Final Six, qui devait figurer sur l'album de Slayer Christ Illusion. Elle fut toutefois ajoutée sur l'édition spéciale de l'album. Araya emmena ses enfants avec lui lors de cette tournée, trouvant qu’« il est plutôt cool de les exposer à un si jeune âge ».
Le 7 janvier 2010, Slayer a annoncé sur son site officiel qu’une opération du dos avait été prévue pour Araya et que la tournée serait annulée pour le mois d’avril de cette année. Sur son site, le groupe assura aux fans que « Slayer travaillait dur pour reprogrammer les dates pour plus tard dans l’année. » Araya est connu pour son style agressif de headbanging et a commencé à éprouver des problèmes de dos alors que le groupe était en tournée en Australie, en Nouvelle-Zélande et au Japon en octobre 2009. Pour améliorer son état, Araya a dû subir une discectomie cervicale antérieure ainsi qu’une fusion des vertèbres cervicales antérieures. Le 12 mars 2010, Dave Lombardo, le batteur de Slayer, déclare dans le magazine Metal Hammer, à propos de la récupération de Tom Araya, qu’« il se remet très rapidement et très bien. Il va tout simplement aller de l'avant et prendre tous les traitements et faire les post-opérations qu’il doit passer. Il va bien ». Le 20 mai 2010, Slayer confirme qu'ils vont jouer deux chansons à la télé pour Jimmy Kimmel Live!. À la suite de son opération, Araya a considérablement tempéré ses mouvements agressifs sur scène et le headbanging et reste maintenant relativement immobile pendant les performances.

## Vie privée
Araya a un frère, Johnny Araya, qui a joué de la basse dans le groupe de death mélodique Thine Eyes Bleed. Il fait aussi le roadies pour Slayer de temps en temps et le technicien pour Araya. 
Araya vit à Buffalo, au Texas où il est propriétaire d'un ranch avec son épouse Sandra Araya et ses deux enfants, sa fille Ariel Asa Araya, né le 11 mai 1996, et son fils Tomas Enrique Araya Jr., né le 14 juin 1999. Sa famille et la vie « normale » qu’il a en dehors du groupe lui sont très importants. Il considère qu’il lui est primordial de maintenir cet aspect de sa vie.
Il est ceinture noire de karaté.

### Religion

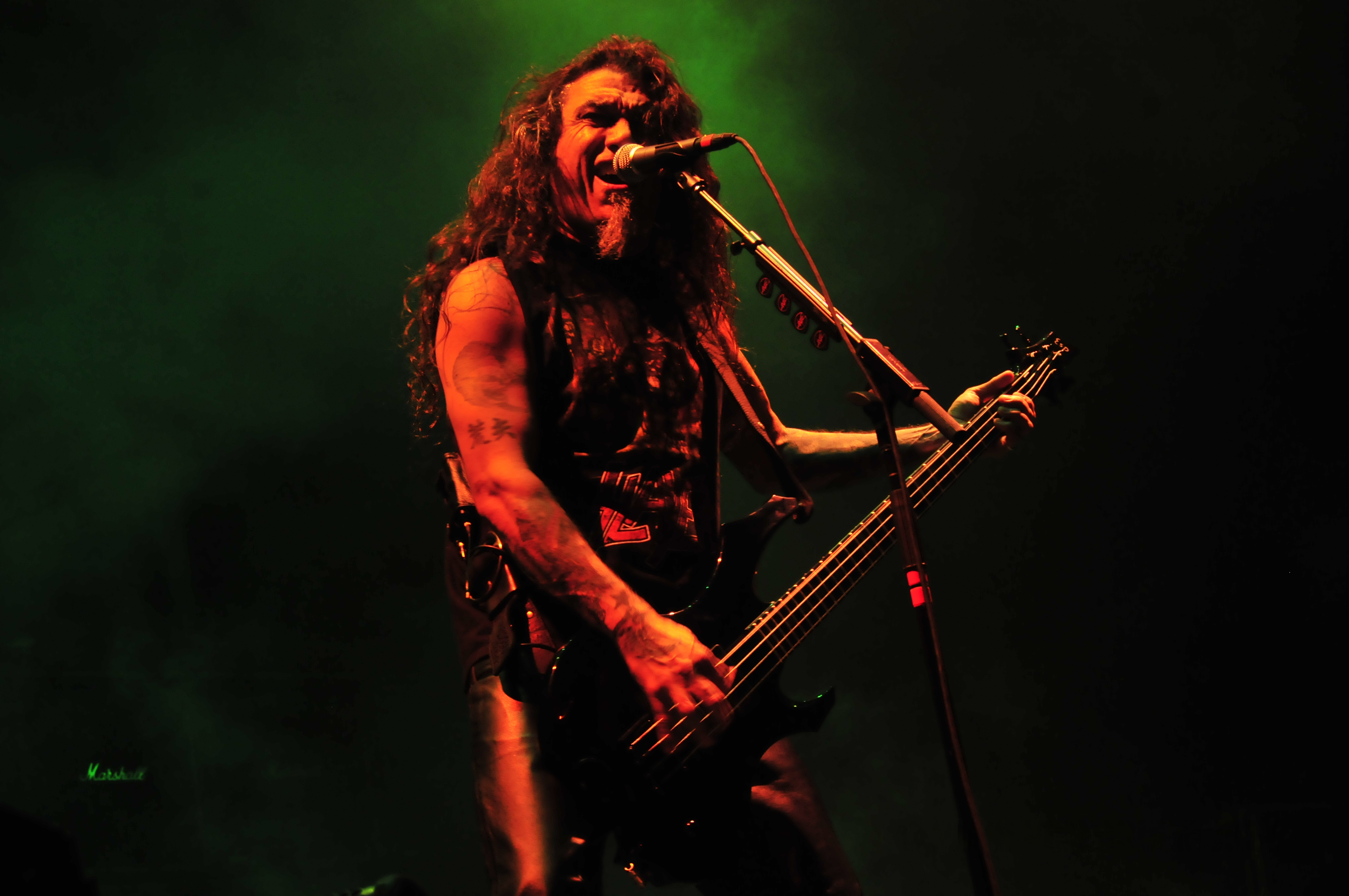
Tom Araya au Mayhem Festival en 2009

Contrairement à l’idée qui s’est répandue sur les membres du groupe Slayer, Araya est loin d’être sataniste. Il se déclare même comme croyant et convaincu que « le Christ est venu et nous a enseigné l'amour ». Il accorde beaucoup d’importance à son prêche : « accepter l'autre pour qui nous sommes. Vivre en paix, et s’aimer les uns les autres ». Il croit en un être suprême, en un Dieu qui serait aimant. 
Loin de trouver que les paroles de Slayer sont en contradiction avec ses croyances, il trouve au contraire que « son système de croyance » est très fort et que ces textes n’ont jamais interféré avec ce qu’il croit ou ressent. Il ajoute qu’il n’a jamais voulu s’opposer à ce que ses guitaristes pouvaient écrire en raison de ces convictions. Il considère que si le texte est bon, ça lui va, ajoutant même que si cela énerve les gens c’est encore mieux.

## Caractéristiques musicales

### En tant que chanteur

#### Paroles
L'intérêt de Araya pour les tueurs en série sert de source d'inspiration pour beaucoup de ses paroles, y compris les chansons intitulées 213 à propos de Jeffrey Dahmer et Dead Skin Mask à propos de Ed Gein,. Cet intérêt pour les tueurs en série vient d’une volonté de les comprendre en cherchant à savoir d’où ils viennent. Il s’inspire également de films, de livres, et d’articles qu’il a lus. Parmi ces influences, on peut noter le livre de Anne Rice, Entretien avec un vampire, qui lui a inspiré le texte du morceau At Dawn They Sleep sorti sur l’album Hell Awaits. Ces paroles « inquiétantes » sont considérées par Billboard comme l'un des éléments qui ont permis à Slayer de sortir du lot parmi les groupes de thrash de l'époque.

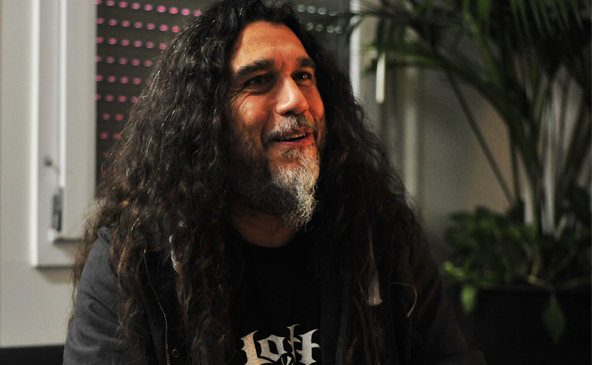
Tom Araya le 31 juillet 2012.

On dénote toutefois une évolution dans les paroles d’Araya qui, avec l’âge, deviennent de plus en plus des commentaires sur la société. Cependant, s’il admet que le fait de mûrir l’amène à changer en partie sa façon d’écrire, il estime que les thèmes abordés, les idées et les images qu’il transmet, restent assez proches et que les démons et les diables qui étaient évoqués avant sont devenus les démons et les diables de l’Humanité, qu’ils sont devenus des métaphores plus subtiles ,. 
On peut prendre en exemple le titre Eyes of the Insane, sorti sur l’album Christ Illusion en 2006, qui a d’ailleurs rapporté à Slayer un Grammy awards. Les paroles ont été inspirées par un article dans le Texas Monthly au sujet des victimes de la guerre et des expériences des soldats aux prises avec des traumatismes physiques et psychologiques. Araya dénonce l’inaction des responsables militaires dans la gestion de ces traumatismes, estimant qu’ils maquillent la réalité et ignorent la détresse des soldats envoyés sur le front. Selon lui « beaucoup de soldats qui rentrent chez eux reviennent angoissés, et le plus triste dans tout ça c’est que nous avons déjà entendu parler de stress post-traumatique après le Vietnam et la première guerre du Golfe, mais les responsables de l’armée semblent vouloir effacer l’ardoise avec chaque nouvelle guerre ».

#### Technique
En plus de ces textes caractéristiques, Billboard considère également que le style vocal d'Araya, constitué de rugissement rauques et de cris stridents, a fortement marqué de son empreinte la musique de Slayer.
Avec James Hetfield, du groupe Metallica, il est l'un de ceux qui ont eu le plus d'influence sur le chant produit par les groupes de métal de la fin des années 80 et des années 90.

### En tant que bassiste

#### Influences
Les Beatles et les Rolling Stones sont des groupes qui ont particulièrement influencé Araya. C'est avec leurs morceaux qu’il a fait ses débuts à la basse,.
S'il ne le cite pas parmi ses influences, il déclare que son bassiste favori est Les Claypool de Primus.

#### Jeu
Initialement, Araya utilisait un jeu à trois doigts sur sa basse, mais il est passé à un jeu au médiator lors de l'enregistrement de l’album Reign in Blood, pour l’attaque supplémentaire qu’il permet d'obtenir et la clarté supplémentaire qu’il donne aux notes.

#### Matériel

##### Basse

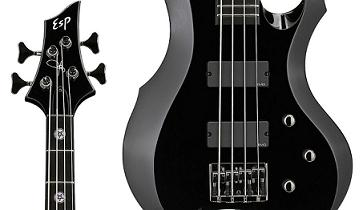
Tom Araya Signature Bass par ESP.

Araya est endorsé depuis longtemps par ESP. Il y détient trois basses signature 4 cordes :
- TOM ARAYA ESP ;
- TA-600 ;
- TA-200[19].

Toutes ses basses sont équipés de micro EMG, un HB côté chevalet et un P côté manche. Il y met des cordes Jim Dunlop Heavy .050–.110.

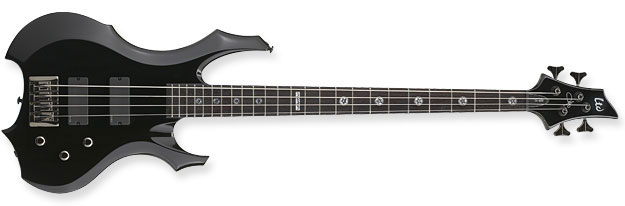
Tom Araya Signature Bass par ESP Guitars

Depuis son opération du cou, son frère lui a créé un harnais relié à l'arrière de sa basse pour soutenir la majeure partie du poids et ainsi soulager la tension exercée par l'instrument.
Sa première basse était une réplique du célèbre modèle utilisé par Paul McCartney, le bassiste des Beatles, la Höfner 500/1.

##### Amplification
Araya utilise deux tête Marshall VBA400 alimentées par 8 lampes 6550 auxquelles il ajoute un compresseur dbx 160A actif en permanence. Le tout est ensuite relié à des enceintes Marshall 8x10 Vintage Cab.

## Apparitions
Il apparaît sur le morceau Iron Gland du groupe Alice in Chains, où il n'y chante que la phrase : « I am Iron Gland », ainsi que sur Dirt. On peut aussi le retrouver dans la chanson Terrorist de Soulfly.
Il apparaît également au côté de Randy Blythe, de Lamb of God, et David Vincent, de Morbid Angel, dans le film de Joshua Allan Vargas Hairmetal Shotgun Zombie Massacre: The Movie, ainsi que dans le clip "Institutionalized" du Groupe Suicidal Tendencies à exactement 0:35 (c'est lui qui pousse Mike Muir).